# Eburodacrys hesperidis
Eburodacrys hesperidis är en skalbaggsart som beskrevs av Chemsak och Linsley 1970. Eburodacrys hesperidis ingår i släktet Eburodacrys och familjen långhorningar.
Artens utbredningsområde är:
- Honduras.
- Nicaragua.

Inga underarter finns listade i Catalogue of Life.